# The Long Gray Line
The Long Gray Line (bra: A Paixão de uma Vida; prt: Uma Vida Inteira), também conhecido como Mister West Point é um filme norte-americano de 1955, do gênero comédia dramático-biográfica, dirigido por John Ford, com roteiro de baseado no livro autobiográfico de Marty Maher, Bringing Up the Brass: My Fifty-Five Years at West Point, escrito com Nardi Reeder Campion.
É o primeiro filme em CinemaScope de Ford. Conta a história da vida de Marty Maher, sargento irlandês-americano que foi instrutor na academia militar de West Point de 1899 até o final da Segunda Guerra Mundial. O título refere-se aos alunos da Academia, no cinzento uniforme, formado durante paradas militares.[carece de fontes?]

## Elenco
- Tyrone Power ... Martin Maher
- Maureen O'Hara ... Mary O'Donnell
- Robert Francis ... James N. Sundstrom, Jr.
- Donald Crisp ... Velho Martin
- Ward Bond ... Capitão Herman Koehler
- Betsy Palmer ... Kitty Carter
- Philip Carey ... Charles "Chuck" Dotson
- William Leslie ... James Nilsson "Red" Sundstrom
- Harry Carey Jr. ... Dwight D. Eisenhower
- Patrick Wayne ... Abner "Cherub" Overton
- Sean McClory ... Dinny Maher
- Peter Graves ... Corporal Rudolph Heinz
- Milburn Stone ... Capitão John J. Pershing
- Erin O'Brien-Moore ... Mrs. Koehler
- Walter D. Ehlers ... Mike Shannon
- Willis Bouchey ... Major Thomas
- Russell Reeder ... Comandante